# Stazione di Cisternino
Stazione di Cisternino vasútállomás Olaszországban, Puglia régióban, Cisternino településen.

## Vasútvonalak
Az állomást az alábbi vasútvonalak érintik:
- Ancona–Lecce-vasútvonal

## Kapcsolódó állomások
A vasútállomáshoz az alábbi állomások vannak a legközelebb: 
- Stazione di Fasano
- Stazione di Ostuni